# Rynchobanchus minomensis
Rynchobanchus minomensis är en stekelart som först beskrevs av Tohru Uchida 1933.  Rynchobanchus minomensis ingår i släktet Rynchobanchus och familjen brokparasitsteklar. Inga underarter finns listade i Catalogue of Life.